# Anna Sylwia Czyż
Anna Sylwia Czyż (ur. 1974) – polska historyk sztuki, doktor habilitowany nauk humanistycznych, profesor nauk humanistycznych.

## Życiorys
Doktorat obroniła w 2006 r., a habilitację w 2017 r. Pełniła funkcje kierowniczki niestacjonarnych studiów z historii sztuki (2008–2009), zastępczyni dyrektora Instytutu Historii Sztuki UKSW (2010–2016) oraz prodziekan Wydziału Nauk Historycznych i Społecznych (2016–2020). 
Specjalizuje się w sztuce nowożytnej Wielkiego Księstwa Litewskiego. Zajmuje się m.in. fundacjami artystycznymi kościelnymi oraz magnackimi, a także sztuką sepulkralną. Inwentaryzuje zabytkowe nekropolie na Litwie (cmentarz Na Rossie) i Ukrainie (Tarnopolszczyzna, Podole). Uczestniczy w projekcie dokumentacji dziedzictwa Polonii w USA. Główny kurator wystawy „Pacai. Istorijos sodo lelijos” (29.10.2024-26.01.2025) w wileńskim Valdovų rūmū muziejus.
Od 2011 r. pełniła funkcję sekretarz generalnej Zarządu Głównego Stowarzyszenia Historyków Sztuki, w 2022 r. wybrana prezesem SHS. Jest też członkiem zarządu Fundacji im. ks. Janusza Pasierba oraz Polskiego Towarzystwa Badaczy Wieku Siedemnastego.
29 lutego 2024 roku otrzymała tytuł profesora nauk humanistycznych.

## Nagrody i odznaczenia
- 2007 – Nagroda im. Józefa Maksymiliana Ossolińskiego za najlepszą pracę doktorską z zakresu historii (ustanowiona przez Zakład Narodowy im. Ossolińskich)
- 2017 – „Przeglądu Wschodniego” (krajowa)[6]
- 2015 – Odznaka honorowa „Zasłużony dla Kultury Polskiej”, 12 sierpnia 2015 r. (nr 9545)
- 2019 – Medal Przyjaciel Muzeum Ziemi Piskiej w Piszu, 22 listopada
- 2020 – Srebrny Krzyż Zasługi, 14 grudnia 2020 r. (nr 436-2020-10)
- 2023 – Doroczna Nagroda Ministra Kultury i Dziedzictwa Narodowego w kategorii Ochrona dziedzictwa kulturowego za granicą[7]
- 2024 – Order "Gloria Artis" Zasłużony dla Kultury Polskiej

## Wybrane publikacje
- Fundacje artystyczne rodziny Paców: Stefana, Krzysztofa Zygmunta i Mikołaja Stefana Paców. „Lilium bonae spei ab antiquitate consecratum”, Wydawnictwo UKSW, Warszawa 2016, ss. 527, il. 168.
- Kościół świętych Piotra i Pawła na Antokolu w Wilnie, Zakład Narodowy im. Ossolińskich, Wrocław-Warszawa-Kraków 2008, ss. 297, il. 163.
- Cmentarze Na Rossie w Wilnie. Historia, sztuka, przyroda, Instytut POLONIKA, Towarzystwo Naukowe „Societas Vistulana”, Warszawa-Kraków 2019, ss. 606, il. 390.
- Pałace Wilna XVII–XVIII wieku, Instytut POLONIKA, Warszawa 2021, ss. 698.